# Капітани блакитної лагуни
«Капітани блакитної лагуни» — радянський художній фільм 1962 року, знятий на Ялтинській кіностудії.

## Сюжет
Льошка, Вовка і Санька цілі дні проводили в лагуні. Там вони купалися, засмагали, ловили рибу і мріяли про далекі плавання. В гості до батька, який служив на прикордонній заставі, приїхав Мішка. Незабаром сталася незвичайна подія. Санька виловив в морі заплутавшийся в сітях металевий контейнер. Контейнером зацікавилися прикордонники: в ньому виявилися речі з яскравими закордонними ярликами. Такі речі зазвичай з'являлися в місті після заходу в порт іноземного судна «Саламандра». Але на цей раз контрабанди на кораблі не вдалося виявити. Тільки на дні «Саламандри» були помічені якісь шнури і кільця. Очевидно, до них і кріпилися контейнери, які потім і переправлялися аквалангістом на берег. Льонька побачив аквалангіста в бухті, коли пірнав за крабами. Але поки він бігав на заставу, того й слід зник. Тоді Льонька запропонував хлопцям самим почати пошуки контрабандиста. Вони збилися з ніг, але все було безрезультатно. Але ось одного разу вони зустріли на вулиці дуже підозрілу людину. Хлопці кинулися в погоню за нею. Переслідуючи її, Мішка і ще один хлопчик сіли на катер і відчалили від берега. Це було безумство — вийти в море, коли починався шторм. На щастя, наскрізь промоклих і замерзлих хлопців зуміли підібрати в морі прикордонники…

## У ролях
- Борис Кокін — Льошка Бутенко
- Олександр Сатрапинський — Мішка
- Саша Баранов — Санька
- Олександр Бреславський — Вовка, молодший брат Льошки
- Аркадій Толбузін — Андрій Іванович Лук'янов, капітан 1-го рангу, тато Мішки
- Юрій Саранцев — Ігор Санаєв, лейтенант
- Лев Фричинський — Золотов, капітан-лейтенант
- Галина Ноженко — Парасковія Андріївна, мама Льошки і Вовки
- Григорій Михайлов — Серебряний
- Дмитро Масанов — майор міліції
- Костянтин Тиртов — митник
- Тамара Яренко — Ольга Іванівна, мама Мішки
- Олександр Лебедєв — боцман, старшина 1-ї статті
- Юрій Москвін — епізод
- Валера Щетинін — епізод
- Борис Січкін — італієць-контрабандист
- Геннадій Юдін — іноземець
- Віктор Колпаков — німець
- Юрій Кірєєв — турист
- Людмила Татьянчук — кіоскер
- Людмила Карауш — гостя на дні народження
- Лідія Корольова — епізод

## Знімальна група
- Режисери-постановники:Олександр Курочкін, Аркадій Толбузін
- Сценаристи: Володимир Черносвітов, за участю Аркадія Толбузіна
- Оператори-постановники: Юрій Малиновський, Олександр Рибін
  - Підводні зйомки: Б. Юрченко
- Художник-постановник: Петро Слабинський
- Композитори: Микола Будашкін, Євген Крилатов
- Текст пісень: Марк Соболь
- Звукооператор: Микола Шарий
- Режисер монтажу: Е. Квятковська
- Режисер: Д. Кадацький
- Художники: по гриму — Е. Філіпенко; по костюмах — Л. Георгієв
- Редактор: Володимир Абизов
- Директор картини: О. Білік